# Hysteropterum semipellucidum
Hysteropterum semipellucidum är en insektsart som beskrevs av Melichar 1906. Hysteropterum semipellucidum ingår i släktet Hysteropterum och familjen sköldstritar. Inga underarter finns listade i Catalogue of Life.